# Marais-Vernier
Marais-Vernier – miejscowość i gmina we Francji, w regionie Normandia, w departamencie Eure. Przez miejscowość przepływa Sekwana. 
Według danych na rok 2006 gminę zamieszkiwały 492 osoby, a gęstość zaludnienia wynosiła 20 osób/km² (wśród 1421 gmin Górnej Normandii Marais-Vernier plasuje się na 464 miejscu pod względem liczby ludności, natomiast pod względem powierzchni na miejscu 26).

## Współpraca
Miejscowość partnerska:
- Oudenburg, Belgia